# Pamięć tłumaczeniowa
Pamięć tłumaczeniowa (ang. translation memory, w skrócie TM) to rodzaj bazy danych złożonej z rekordów zawierających co najmniej dwie wersje językowe danego fragmentu tekstu, najczęściej zdania. Pamięć tłumaczeniowa występuje zwykle w formie pliku lub kilku plików, których format obsługiwany jest przez oprogramowanie typu CAT. Wykorzystanie uzupełniającej się stale pamięci tłumaczeniowych podczas przekładania tekstów o dużym stopniu powtarzalności pozwala na oszczędność wysiłku i czasu, gdyż przetłumaczone wcześniej fragmenty są automatycznie wyszukiwane w bazie i mogą być wykorzystane ponownie. Kolejną zaletą jest możliwość uzyskania tłumaczenia o dużym stopniu spójności terminologicznej i stylistycznej, gdyż zapisane już tłumaczenia stanowią wzorzec, do którego można dostosować podobne fragmenty w dalszej części tekstu.

## Formaty plików
Pamięć tłumaczeniowa może być przechowywana w różnych formatach przeznaczonych dla danego oprogramowania plików wspomagających tłumaczenie. Większość dostępnych aplikacji tego typu pozwala na konwersję lub eksport danych do najczęściej stosowanego formatu uniwersalnego TMX (ang. Translation Memory eXchange) lub do prostego formatu tekstowego txt.